# Yvo van Engelen
Yvo van Engelen (Vlijmen, 24 januari 1985) is een Nederlands voormalig voetballer, die als verdediger speelde. Hij speelde twee jaar voor NAC Breda en TOP Oss en eerder bij de amateurs Vlijmense Boys en RKC Waalwijk.
Na in zijn jeugd altijd in zijn woonplaats te hebben gespeeld werd hij in 2001 op 16-jarige leeftijd door RKC Waalwijk bij de B-selectie gehaald. Vervolgens speelde hij nog twee jaar bij de A-junioren, en in 2004 maakte hij de overstap naar NAC Breda. Hij begon daar bij Jong NAC, maar speelde zich al snel in de kijker bij de toenmalige trainer Ton Lokhoff. Niet veel later debuteerde hij in het eerste elftal spelen in een oefenwedstrijd tegen VVGZ uit Zwijndrecht.
Zijn officiële debuut maakte hij in het seizoen 2005/2006. Op 25 september 2005 verving hij de geblesseerde David Mendes da Silva in de competitiewedstrijd tegen AZ Alkmaar. Uiteindelijk wist NAC deze wedstrijd onverwacht met 2-1 te winnen van de torenhoge favoriet AZ (die het seizoen daarvoor 3e was geworden en de halve finale van de UEFA Cup had weten te bereiken). In de zomerstop van 2007 maakt hij de overstap naar TOP Oss, waar hij tot in 2009 speelde. 
| seizoen    | club        | land      | competitie     | wed. | goals |
| ---------- | ----------- | --------- | -------------- | ---- | ----- |
| 2008/09    | TOP Oss     | Nederland | Eerste divisie | 26   | 0     |
| 2007/08    | TOP Oss     | Nederland | Eerste divisie | 29   | 1     |
| 2006/07    | NAC Breda   | Nederland | Eredivisie     | 0    | 0     |
| 2005/06    | NAC Breda   | Nederland | Eredivisie     | 4    | 0     |
| Bijgewerkt | 3 juni 2009 |           |                |      |       |

## Trivia
- Yvo van Engelen is de zoon van Ton van Engelen, o.a. voetballer bij PSV, Feyenoord en Go Ahead Eagles.